# Кальдерон, Грасьела
Грасьела Кальдерон Диас Баррига де Жедовский (исп. Graciela Calderón Díaz Barriga de Rzedowski; 14 июля 1931 — 2 января 2022) — мексиканский ботаник. Известна своим вкладом в систематику растений неотропики.

## Биография
Грасьела Кальдерон родилась 14 июля 1931 года в муниципалитете Сальватьерра штата Гуанахуато. Училась биомедицине в Национальном политехническом институте, затем перешла в Национальную школу биологических наук. В 1952 году Кальдерон получила степень бакалавра. В 1953 году работала в Мексиканском институте возобновляемых природных ресурсов, затем перешла в Институт изучения пустынь при Автономном университете Сана-Луиса-Потоси, где преподавала биологию с 1955 по 1957. В 1963 году Кальдерон вернулась в Национальный политехнический институт, где в 1974 году стала профессором. Вместе с мужем, Ежи Жедовским, Кальдерон принимала участие в создании трёхтомного издания Flora fanerogámica del Valle de México. В последние годы жизни Грасьела Кальдерон являлась редактором нескольких научных журналов, в том числе Acta Botanica Mexicana, Chapingo, Boletín del Instituto de Botánica de la Universidad de Guadalajara и Polibotánica.

## Род и виды растений, названные в честь Г. Кальдерон
- Graciela Rzed., 1975 [syn.  Strotheria B.L.Turner, 1972]
- Agrostis calderoniae Acosta, 1987
- Chaunanthus gracielae M.Martínez & L.Hern., 2007
- Cyperus calderoniae S.González, 1985, «calderonii»
- Echeveria calderoniae Pérez-Calix, 1997
- Encyclia calderoniae Soto Arenas, 2003
- Euphorbia calderoniae V.W.Steinm., 2005
- Peperomia calderoniae Barrios, Cota & Medina-Cota, 1987 [syn.  Peperomia quadrifolia (L.) Kunth, 1816]
- Pinguicula calderoniae Zamudio, 2001
- Platanthera calderoniae López-Ferr. & Espejo, 1994
- Rhamnus calderoniae R.Fernández, 1996
- Tigridia gracielae Aarón Rodr. & Ortiz-Cat., 2003
- Valeriana rzedowskiorum Barrie, 2003